# Пушанг
Пушанг, также известный под арабскими названиями Бушандж, Бушанг и Фушандж, был названием города в Хорасане, недалеко от Герата на территории современного Афганистана.

## Основание
Согласно средневековым иранским ученым, Пушанг был самым старым городом в Хорасане и был основан иранским мифологическим деятелем Пашангом. Однако, по мнению современных ученых, было сказано, что он был основан Пашангом только из-за сходства его имени с городом. Некоторые другие источники утверждают, что второй сасанидский царь Шапур I (годы правления 240–270) был основателем города.

## История
В 588 году упоминается несторианское епископство в Пушанге. В 650-х годах город был захвачен вторгшимися арабами. После революции Аббасидов в 750 г. Пушанг находился под управлением Мусаба ибн Рузаика, иранского соратника генерала Аббасидов Абу Муслима. Внук Мусаба Тахир ибн Хусейн позже сыграл важную роль в делах халифата Аббасидов и основал династию Тахиридов, которая управляла Пушангом и остальной частью Хорасана до 873 года, когда правитель Саффаридов Якуб ибн аль-лайс ал -Саффар вырвал у него Хорасан. Во время упадка династии Саффаридов в начале 10 века город был захвачен Саманидами. По словам путешественника 10 века Ибн Хаукаля, город был вдвое меньше Герата. Он также заявляет, что город был хорошо построен и окружен тремя воротами. В 998 году город был захвачен газневидским правителем Махмудом. После битвы при Данданакане в 1040 году город был захвачен турками-сельджуками.
В 1152 году Пушанг был ненадолго оккупирован гуридским правителем Ала ад-Дин Хусейном, который был побежден и взят в плен сельджукским правителем Ахмадом Санджаром. В 1163 году Пушанг снова был оккупирован Гуридами, и сельджуки не смогли его повторно захватить. Во время монгольского нашествия (1206–1337 гг.) Пушанг был разрушен, но через некоторое время ему удалось восстановиться. В 1245 году город был захвачен картидским правителем Шамс-уддином Мухаммадом Куртом I. В 14 веке город славился арбузами и виноградом.
В 1381 году тюрко-монгольский правитель Тамерлан разрушил город, сделав своего вассалом последнего куртовского правителя Гийас уд-Дина Пир-Али. Однако позже город был восстановлен и неоднократно упоминается иранским историком Хафизи Абру. В ранний современный период Пушанг был разрушен из-за земельных споров между сефевидами, узбеками и афганцами. Однако город был снова возрожден и сегодня известен под названием Гуриан.